# 파도초등학교
파도초등학교는 대한민국 충청남도 태안군 소원면 파도리에 있었던 공립 초등학교이다.

## 학교 연혁
- 1967년 3월 1일 : 개교
- 2013년 3월 1일 : 폐교[1]